# Michael Geschwinde

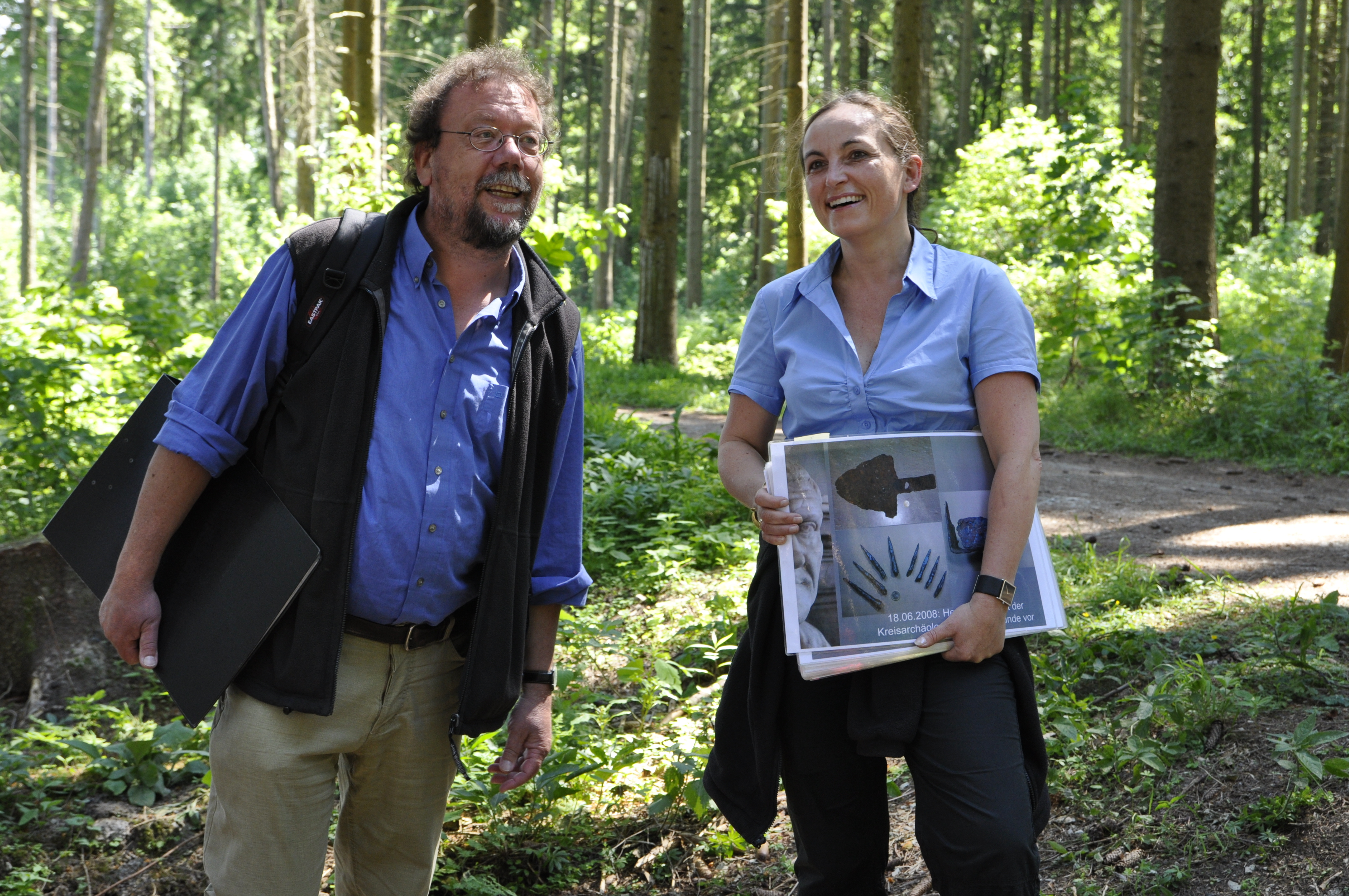
Michael Geschwinde und Petra Lönne bei einer Führung am Harzhorn im Jahr 2013

Michael Geschwinde (* 1959 in Kassel) ist ein deutscher prähistorischer Archäologe.

## Werdegang

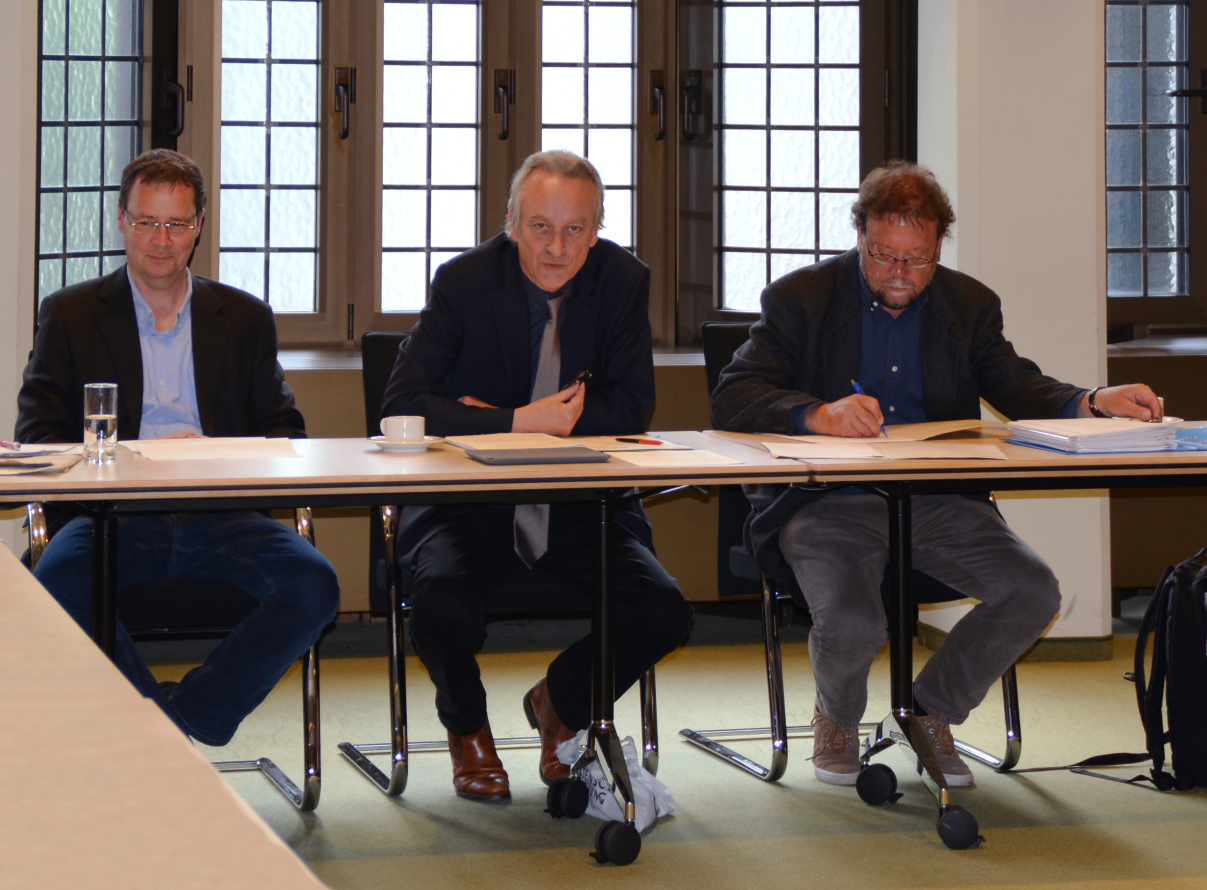
Vorstandsmitglieder der Archäologischen Kommission für Niedersachsen, rechts Michael Geschwinde (2014)

Geschwinde studierte von 1978 bis 1986 an der Universität Göttingen Ur- und Frühgeschichte, Vorderasiatische Archäologie und Anthropologie und erlangte dort seinen Magister Artium zum Thema urgeschichtlicher Opferstätten der Höhlen im Ith. Von 1986 an war er am Lippischen Landesmuseum, am Hannoverschen Landesmuseum und am Roemer- und Pelizaeus-Museum Hildesheim tätig. 1993 wurde Geschwinde Bezirksarchäologe des Stützpunktes Braunschweig des Niedersächsischen Landesamtes für Denkmalpflege. 1999 wurde er mit der Arbeit Die Hügelgräber auf der Großen Heide bei Ripdorf im Landkreis Uelzen. Archäologische Beobachtungen zu den Bestattungssitten des Spätneolithikums und der Bronzezeit in der Lüneburger Heide an der Universität Göttingen promoviert. Seine fachlichen Schwerpunkte liegen im Neolithikum, zum Beispiel bei Erdwerken, und im frühen Mittelalter. Er war Mitglied der Kommission „Illegale Archäologie“ im Verband der Landesarchäologen von Deutschland. und von 2001 bis 2021 stellvertretender Vorsitzender der Archäologischen Kommission für Niedersachsen. An der Technischen Universität Braunschweig hatte er einen Lehrauftrag.
Bei Ausgrabungen auf dem Wurmberg 1999 und 2000 konnte Geschwinde mit seinem Co-Grabungsleiter Martin Oppermann nachweisen, dass die volkstümlich dort vermutete keltische Kultanlage lediglich der Rest eines alten Forsthauses aus dem 19. Jahrhundert war. Überregional bekannt wurde er vor allem durch die Erforschung des Harzhornereignisses. Mit der Northeimer Kreisarchäologin Petra Lönne leitete er die Prospektionsarbeiten auf dem germanisch-römischen Schlachtfeld und koordinierte auch die weiteren Arbeiten. Sein letztes großes Projekt war 2023 die Ausgrabung des frühmittelalterlichen Gräberfeldes Auf dem Exer in Wolfenbüttel. Zum 1. Januar 2024 ging er in den Ruhestand.
Seit 2022 ist Geschwinde korrespondierendes Mitglied des Deutschen Archäologischen Instituts (DAI).

## Schriften (Auswahl)
- Frühe und Hügelgräberbronzezeit in Süddeutschland (= Göttinger Typentafeln zur Ur- und Frühgeschichte Mitteleuropas. 2). 2., verbesserte Auflage. Arbeitsgruppe Typentafeln, Göttingen 1983, DNB 870000187.
- Höhlen im Ith. Urgeschichtliche Opferstätten im südniedersächsischen Bergland (= Veröffentlichungen der Urgeschichtlichen Sammlungen des Landesmuseums zu Hannover. 33). Lax, Hildesheim 1988, ISBN 3-7848-1233-3.
- mit Stefan Flindt: Ein Haus aus der Steinzeit. Archäologische Entdeckungen auf den Spuren früher Ackerbauern in Südniedersachsen (= Wegweiser zur Vor- und Frühgeschichte Niedersachsens. 19 = Archäologische Schriften des Landkreises Osterode am Harz. 1). Isensee, Oldenburg 1997, ISBN 3-89598-398-5.
- mit Lutz Grunwald, Bernd Rasink, Bernward Rother, Wolf D. Steinmetz, Andreas Wallbrecht und Wilhelm Heine: Pipelinearchäologie zwischen Harz und Heide (= Wegweiser zur Vor- und Frühgeschichte Niedersachsens. 20 = Veröffentlichungen des Braunschweigischen Landesmuseums. 85). Isensee, Oldenburg 1997, ISBN 3-89598-458-2.
- Die Hügelgräber auf der Großen Heide bei Ripdorf im Landkreis Uelzen. Archäologische Beobachtungen zu den Bestattungssitten des Spätneolithikums und der Bronzezeit in der Lüneburger Heide (= Göttinger Schriften zur Vor- und Frühgeschichte. 27). Wachholtz, Neumünster 2000, ISBN 3-529-01527-X (Zugleich: Göttingen, Universität, Dissertation, 1996).
- mit Dirk Raetzel-Fabian: EWBSL. Eine Fallstudie zu den jungneolithischen Erdwerken am Nordrand der Mittelgebirge (= Beiträge zur Archäologie in Niedersachsen. 14). Leidorf, Rahden 2009, ISBN 978-3-89646-934-2.
- In presidio urbis. Die Befestigungen der Königspfalz (= Werla 3 = Römisch-Germanisches Zentralmuseum zu Mainz, RGZM), Mainz 2017.
- EWBSL 2.0 – Neue Forschungen zu den jungneolithischen Erdwerken im Braunschweiger Land in  Nachrichten aus Niedersachsens Urgeschichte Bd. 91, 2022, S. 11–20 (Online)